# Токарев, Александр Вячеславович
Александр Вячеславович Токарев (род. 10 ноября 1946, Одесса) — советский и российский художник, режиссёр, сценарист, член Союза художников с 1974 года, член-корреспондент Российской академии художеств (2012), автор живописных серий «Человек-Оркестр», «Человек-Театр», «Человек-ZOO», создатель многочастных живописных произведений — полиптихов.

## Биография

### Рождение, ранние годы
Родился в Одессе 10 ноября 1946 года в семье художников. Родители — Вячеслав Васильевич Токарев, народный художник Украины, и Любовь Иосифовна Токарева-Александрович, художник-живописец, член Союза художников СССР, — после войны окончили Ленинградский институт живописи, скульптуры и архитектуры им. И. Е. Репина. В 1958 году начал посещать изостудию под руководством художника А. Пилявского в Одесском дворце пионеров. Родители преподают в Одесском государственном художественном училище (ОГХУ). В 1961 поступил в Одесское художественное училище (ОГХУ).

### Становление
С 1962 года руководит художественной самодеятельностью в ОГХУ. Поступает в театр «Парнас-2» под руководством Виктора Ильченко, Михаила Жванецкого и Романа Карцева. Играет в театральных постановках, выступает с собственными номерами. Пишет стихи, участвует в литературно-поэтическом объединении. В 1963—1964 годах занимался актёрским мастерством в студии народной артистки Украины Л. И. Буговой, звезды Одесского русского драматического театра. В 1966 году оканчивает Одесское художественное училище с похвалой Государственной экзаменационной комиссии. Поступает во ВГИК на художественный факультет (проф. М. А. Богданов, проф. Б. М. Неменский).
Впервые принимает участие в выставках молодых художников в Одессе и Киеве. С 1967 года экспонирует свои работы на областных, республиканских, всесоюзных выставках в Одессе, Киеве и Москве.
Летний пленэр в Узбекистане(Самарканд, Бухара, Хива) 1968 года впервые приносит художнику ощущение самостоятельного раскрепощенного творчества. Выполняет первые заказы на жанровые картины в Художественном фонде Одесского союза художников, оформляет книги в издательстве «Маяк».
В 1971 году работает над первыми сценариями. Съемки первой короткометражной картины «Цыган». Дебют в качестве автора сценария, сорежиссёра, художника. В 1972-м году защищает диплом на художественном факультете ВГИКа. В 1973-м году получает первую мастерскую в Телеграфном (Архангельском) переулке в Москве. Снимает 20-минутный музыкальный фильм «Озорные частушки» (автор сценария, сорежиссёр, художник-постановщик).
В 1973—1976 годах работает над иллюстрациями к современной прозе для журнала «Юность».
В 1974-м году проходит первая персональная выставка в выставочном зале Союза художников СССР на Гоголевском бульваре, 10. Вступает в Московский союз художников. Готовится к участию в выставке нонконформистов на ВДНХ. Родители отговаривают и оказываются правы: после выставки у участников акции отбирают мастерские.
В 1976-м заключает договор на сценарий музыкальной кинокартины «Притчи Мастера Тычки» с киностудией «Мосфильм». Первый и второй варианты сценария приняты. Третий вариант у цензоров не проходит. На всесоюзной молодежной выставке в Манеже инспекторы ЦК комсомола изымают из экспозиции картину «Прощальный оркестр».
В 1980 году совместно с женой Верой Токаревой приступает к съемкам кинофильма «Брелок с секретом» на киностудии «Мосфильм». В начале съемок после болезни умирает сын Миша. Съемки продолжаются. Фильм «Брелок с секретом» выходит в прокат с большими купюрами. Александр Токарев уходит из кинематографа и принимает решение заниматься живописью.

### Расцвет, зрелые годы
В 1990 году проходит первая выставка Александра Токарева в Париже, подготовленная Ассоциацией «Человек и Культура» (L’homme et culture). В 1991 году проходит большая персональная выставка «Человек-Оркестр. Тема и вариации» в Центральном Доме Художника в Москве (при поддержке Союза художников СССР и Союза композиторов СССР).
Следующий год ознаменовался второй выставкой в Париже в Выставочном зале LE PECQ и началом сотрудничества с аукционным домом Друо. Совместно с куратором и переводчиком Алин Жерар организует приезд и посещение мастерских наиболее интересных художников Москвы для председателя Совета директоров аукционного дома «Друо» мэтра Клода Робера. Разработка проекта «Друо-Метрополь». Заканчивает работу над первыми полиптихами — «Притчи», «Времена года» и «Лоскутное одеяло памяти».
В 1994-м году открылась персональная выставка, посвященная пятидесятилетию Государственного института искусствознания им. И. Э. Грабаря Министерства культуры РФ. Дирекция института просит сохранить экспозицию Зеркального зала. Работа над триптихами «Ипостаси» и «Время». Заканчивает работу над полиптихом из серии «Человек-ZOO»: «Мой бестиарий».
В 1995-м году Александр Токарев начинает сотрудничать с Мстиславом Ростроповичем и театральным продюсером Давидом Смелянским. Первый проект — благотворительный концерт в фонд Храма Христа Спасителя в Москве. Работает над картиной «Большой виолончелист». Становится главным художником Российского государственного театрального агентства и журнала «Разгуляй» (Москва-Санкт-Петербург). Начинает работу над серией «Человек-Театр», в 1996-м году начинает серию «Игрушки Бога. Набалдашники и подлокотники». В 1991, 2002 и 2004 годах проходят персональные выставки Александра Токарева в Центральном доме художника и Малом Манеже (Москва).
В 2008 году к персональным выставкам «Человек-Оркестр» в Государственной Третьяковской галерее и Русском музее был выпущен альбом-монография о творчестве художника.
В 2009 году в рамках Фестиваля искусств Пьера Кардена (Лакост, Франция) состоялась персональная выставка «Александр Токарев. Человек-Театр».
В 2009—2011 гг. выставки с участием художника прошли в Копенгагене, Калькутте, Мумбаи (Бомбее) и Лондоне.
В мае-июне 2011 г. состоялась персональная выставка «Ночь Лунатика» на территории центра современного искусства Винзавод.
В феврале-марте 2012 г. — большая персональная выставка «Александр Токарев. Притчи» в Российской академии художеств.
В мае-июне 2012 г. — выставка «Рикша-Блюз» в Государственном музее искусств народов Востока.
Произведения Александра Токарева находятся в музеях и частных коллекциях Бельгии, Великобритании, Италии, Франции, Японии, Индии, США, России, Украины, Чехии и других стран.

## Достижения
Александр Токарев — автор серий «Человек-Оркестр», «Человек-Театр», «Человек-Zoo», «Окно в Замоскворечье», «Игрушки Бога. Набалдашники и подлокотники» и др. Его творчество — свободная интерпретация музыкальных форм, мифологических сюжетов, поиск метафор и выразительных средств для таких вечных тем, как Детство, Память, Творчество, Любовь, Отечество, Время. Живопись многослойна и многозначна. Это один из немногих художников, занимающихся произведениями крупной формы — полиптихами из пяти, семи и более частей. Они подобны симфоническим произведениям. В них художник создает театр, где он сам себе драматург, режиссёр и актёр. В этом Театре Жизни благополучно смешиваются комедия божественная и человеческая, театр эпический и театр абсурда, мифология и реальность.

## Оценки
Лидия Ивановна Иовлева, Первый заместитель генерального директора Государственной Третьяковской галереи (Москва):
«Если говорить о генезисе или происхождении искусства Токарева, я вижу его в театральности и музыкальности. Даже если темы его произведений, казалось бы, никак не связаны с театром, игровой театрализованный момент присутствует. Вся метафоричность его живописи произрастает из этой среды».
Евгения Николаевна Петрова, Заместитель директора по науке Русского музея (Санкт-Петербург):
«…У него своеобразный язык. Он ни на кого не похож. Он совершенно ОТДЕЛЬНЫЙ художник. В какой-то степени он определенно связан с традицией, он не „инсталлятор“ как теперь это модно. И вместе с тем в его творчестве есть кинематографичность — современный язык, который пришел в изобразительное искусство в XX веке, а теперь вообще выходит на первый план. У Токарева это совмещение кино и живописи, и оно дает очень интересный результат. В этом его стилистика и современность».
Харви Питкин, проф. Колумбийского университета:
«…Его творчество вырастает не только из внутреннего мира, но, преодолевая всеобщее разочарование и хаос, <…> способно выразить всеобщее человеческое содержание».
Клод Робер,Комиссар-призёр, экс-президент Совета директоров аукционного дома «ДРУО»:
«…Токарев создал ту часть современного русского авангарда, которая прославит нашу эпоху, как русский авангард 1920-х годов прославил своё время».
Антон Успенский, куратор проектов Русского музея:
«…Александр Токарев — романический герой-художник. Он и живет, как роман пишет: со вкусом, плотно, динамично, заставляя угадывать продолжение; и пишет в романном ключе: объемно, с множеством действующих лиц, с интригами сюжета».

## Список произведений
Основные живописные серии: «Человек-Оркестр», «Человек-Театр», «Человек-Zoo», «Игрушки Бога. Набалдашники и подлокотники», «Окно в Замоскворечье».
Полиптихи (живопись многочастной формы): Притчи, Венок сонетов, Городские романсы, Театр, Ипостаси, Мифологии, Сумасшедшие головы, Глупая жизнь, Идиоты.